# Comuna Cincu, Brașov
Cincu (în germană Grosschenk, în maghiară Nagysink) este o comună în județul Brașov, Transilvania, România, formată din satele Cincu (reședința) și Toarcla.

## Demografie
Componența etnică a comunei Cincu
     Români (78,05%)
     Romi (9,22%)
     Germani (2,8%)
     Maghiari (2,2%)
     Alte etnii (0,3%)
     Necunoscută (7,44%)
Componența confesională a comunei Cincu
     Ortodocși (85,78%)
     Evanghelici (1,73%)
     Romano-catolici (1,37%)
     Alte religii (3,45%)
     Necunoscută (7,67%)
Conform recensământului efectuat în 2021, populația comunei Cincu se ridică la 1.681 de locuitori, în creștere față de recensământul anterior din 2011, când fuseseră înregistrați 1.587 de locuitori. Majoritatea locuitorilor sunt români (78,05%), cu minorități de romi (9,22%), germani (2,8%) și maghiari (2,2%), iar pentru 7,44% nu se cunoaște apartenența etnică. Din punct de vedere confesional, majoritatea locuitorilor sunt ortodocși (85,78%), cu minorități de evanghelici (1,73%) și romano-catolici (1,37%), iar pentru 7,67% nu se cunoaște apartenența confesională.

## Obiective militare
- Poligonul militar de la Cincu

## Monumente
- Biserica fortificată din Cincu, sec. al XIII-lea

## Politică și administrație
Comuna Cincu este administrată de un primar și un consiliu local compus din 11 consilieri. Primarul, Gheorghe Mirca[*], de la Partidul Social Democrat, este în funcție din 1 noiembrie 2024. Începând cu alegerile locale din 2024, consiliul local are următoarea componență pe partide politice:
|  | Partid                          | Consilieri | Componența Consiliului | Componența Consiliului | Componența Consiliului | Componența Consiliului | Componența Consiliului | Componența Consiliului |
|  | ------------------------------- | ---------- | ---------------------- | ---------------------- | ---------------------- | ---------------------- | ---------------------- | ---------------------- |
|  | Partidul Social Democrat        | 6          |                        |                        |                        |                        |                        |                        |
|  | Partidul Național Liberal       | 3          |                        |                        |                        |                        |                        |                        |
|  | Alianța pentru Unirea Românilor | 2          |                        |                        |                        |                        |                        |                        |

## Primarii comunei
- 1996[7] - 2000 - Bica Ioan, de la CDR
- 2000[8] - 2004 - Tănase Ioan Nicolae, de la PDSR
- 2004[9] - 2008 - Tănase Ioan Nicolae, de la PSD
- 2008[10] - 2012 - Tănase Ioan Nicolae, de la PSD
- 2012[11] - 2016 - Suciu Sorin Aurel, de la PDL
- 2016[12] - 2020 - Suciu Sorin Aurel, de la PNL
- 2020[13] - 2024 - Suciu Sorin Aurel, de la PNL

## Personalități
- Valeriu Braniște (1869-1928), publicist și om politic, membru de onoare al Academiei Române;
- Karl Reinerth (1891-1986), teolog protestant emigrat în Germania;
- Walter Ziegler (1938-2021), ciclist de performanță;
- Emil Uncheșel (n. 1938), inginer și om politic, care a îndeplinit funcția de primar al municipiului Iași.